# 布札昔热
布札昔热（1509年—1526年）藏族，黎鱼（也称黎曲吉）人，藏传佛教喇嘛，后被追认为第三世达察活佛。

## 生平
藏历土蛇年（1509年），布札昔热生于黎鱼（也称黎曲吉）。后来，他成为藏传佛教喇嘛。
藏历火狗年（1526年），布札昔热圆寂，享年18岁。